# Хени, Соня
Со́ня Хе́ни (норв. Sonja Henie; 8 апреля 1912, Кристиания — 12 октября 1969, авиарейс Париж-Осло) — норвежская фигуристка, выступавшая в одиночном разряде и в парном катании, а позже американская киноактриса и звезда профессиональных ледовых шоу. Единственная трёхкратная олимпийская чемпионка (1928, 1932, 1936) в женском одиночном катании. Десятикратная победительница чемпионатов мира (1927—1936) и шестикратная чемпионка Европы (1931—1936), пятикратная чемпионка Норвегии в женском одиночном разряде и трёхкратная — в парном катании. Произвела революцию в женском фигурном катании, превратив его произвольную программу из набора разрозненных фигур в балетное представление на льду и внеся в него атлетические элементы, до этого исполнявшиеся только фигуристами-мужчинами.
Оставив в 1936 году в возрасте 24 лет любительский спорт, продолжила карьеру как основная звезда профессиональных ледовых шоу в США, в течение короткого периода в начале 1950-х годов выступая также в качестве менеджера и продюсера собственного ледового ревю. В 1936—1948 годах снялась в главных ролях более чем в десятке голливудских фильмов, в основном снятых студией 20th Century-Fox Film, самым известным из которых стала «Серенада солнечной долины». Как кинолентам с участием Хени, так и её ледовым ревю сопутствовал значительный финансовый успех. Выйдя замуж в третий раз в 1957 году за норвежского бизнесмена Нильса Унстада, завершила выступления и занялась коллекционированием произведений современного искусства, собрание которых впоследствии легло в основу экспозиции Центра искусств Хени-Унстад в Осло. Удостоена звезды на Аллее славы в Голливуде, посмертно включена в списки Зала славы мирового фигурного катания (1976) и Международного зала славы женского спорта (1982).

## Биография

### Спортивная карьера
Соня Хени родилась в Кристиании (ныне Осло), став вторым ребёнком в семье (старший брат Лейф родился четырьмя годами раньше). Её отец, Вильхельм Хени (в прошлом успешный спортсмен, чемпион мира по велоспорту среди любителей и призёр соревнований по конькобежному спорту и прыжкам с трамплина), был преуспевающим меховщиком, а его жена Сельма (в девичестве Нильсен) — наследницей состояния своего отца, владевшего флотилией грузовых судов. Соня с раннего детства занималась лыжным спортом, но затем вслед за старшим братом увлеклась фигурным катанием. Канадский фигурист Майкл Керби, впоследствии работавший с Хени, пишет, что на это увлечение повлияла мать — поклонница Джексона Хейнса, одного из основоположников театрализованного фигурного катания. Кроме того, она занималась конным спортом, гольфом, теннисом и плаванием (а в 1930-е годы участвовала также в автогонках на собственном автомобиле). С пяти лет начала также занятия балетом и впоследствии посещала танцевальную школу Пера Обеля.
Как только Соня начала всерьёз овладевать мастерством фигуристки, её формальное школьное обучение было окончено, и дальше она занималась только с частными учителями, когда это позволяло расписание тренировок. Программа её подготовки включала трёхчасовые занятия утром и двухчасовые — в послеобеденное время, а также строгую диету, важное место в которой занимали сырые яйца и говядина (татарский бифштекс и сырые яйца были обязательным компонентом её меню и намного позже, уже в годы жизни в США). Среди её учителей были известные в прошлом фигуристы — Оскар Хольте, Мартин Стиксруд, а позже её тренером на постоянной основе стал Говард Николсон. Она также брала в Лондоне уроки у русской балерины Тамары Карсавиной. Целью Вильхельма было сделать из дочери спортивную знаменитость.
Согласно воспоминаниям Хени, её первый учитель катания, местный фигурист, уговорил её отца заявить девочку на её первые соревнования уже в семь лет, а в восемь она выиграла чемпионат Норвегии в 3-й юношеской категории. В возрасте девяти лет Соня впервые приняла участие во взрослом чемпионате Норвегии, а в одиннадцать стала самой молодой участницей I зимних Олимпийских игр в Шамони (1924), на которых заняла 8-е место. В том же году она завоевала первое в карьере звание чемпионки Норвегии — этот результат она в дальнейшем повторила ещё четыре раза подряд, в 1926—1928 годах трижды победив также в паре с Арне Ли. Только в 1930 году семья Хени решила, что участие в этом соревновании себя изжило и больше не нужно Соне.
На чемпионате мира 1926 года в Стокгольме впервые пробилась в число медалистов. На следующий год чемпионат мира проходил на родине Хени, в Осло. Она была самой молодой из участниц соревнования и по его итогам стала самой молодой в истории чемпионкой мира по фигурному катанию. Домашний триумф норвежки был омрачён проблемами с судейством: из пяти судей трое представляли Норвегию и по одному — Австрию и Германию, при этом все норвежские судьи отдали Хени первое место в обязательных фигурах и произвольной программе, а австрийский и немецкий сделали то же самое для действующей чемпионки мира Хермы Сабо. В результате Международный союз конькобежцев изменил правила, ограничив представительство каждой страны в судейском жюри одним человеком. Победа на чемпионате мира в Осло стала для Хени первой из десяти подряд, в дополнение к которым в период с 1931 по 1936 год она выиграла также шесть подряд чемпионатов Европы.
На Олимпийских играх 1928 года завоевала свою первую олимпийскую золотую медаль. Хотя Хени приехала на Олимпиаду в ранге чемпионки мира, её не рассматривали перед соревнованиями как безоговорочную фаворитку. В частности, американская пресса в отсутствие олимпийской чемпионки 1924 года Хермы Сабо отдавала предпочтение своей соотечественнице Беатрикс Логран, и победа норвежки была воспринята как сенсация. В действительности, однако, 15-летняя Хени оказалась значительно лучше соперниц — за её композицию отдали голоса шесть судей из семи.
На Олимпиаду 1932 года в Лейк-Плэсиде Хени ехала фавориткой. Желающих посмотреть на выступления норвежки оказалось так много, что все места в зале были распроданы и организаторы начали продавать по 5 долларов билеты на стоячие места. В самом соревновании действующая чемпионка победила единогласным решением судей: она легко взяла верх над всеми конкурентками, демонстрируя отточенность элементов, грациозность и быструю работу ног. Наиболее близким оказалось её соперничество с британкой Сесилией Колледж в 1936 году в Гармиш-Партенкирхене. После обязательных элементов норвежка опережала преследовательницу только на три очка, но удвоила преимущество в произвольной программе. Хени первой в истории завоевала три золотых медали подряд в фигурном катании на официальных зимних Олимпийских играх (до неё трёхкратным чемпионом стал Йиллис Графстрём, но свой первый титул он завоевал в рамках соревнований летней Олимпиады в Антверпене). До 1980-х годов она также была единственной, кто успешно защитил титул олимпийской чемпионки в женском одиночном катании (в 1988 году это также удалось Катарине Витт).
Помимо официальных соревнований календарь норвежки включал многочисленные показательные выступления. На одном из них, в сентябре 1933 года в Милане, Хени впервые представила ледовую версию знаменитого танца Павловой на музыку «Лебедя» Сен-Санса, впоследствии ставшую её визитной карточкой. Формально она была любительницей и не могла получать деньги за эти выступления, но её отец Вильхельм как опытный бизнесмен умел негласно договариваться с хозяевами спортивных арен и получать за работу дочери значительные суммы. Эти выплаты никогда не фиксировались на бумаге, чтобы не рисковать любительским статусом Сони, и подозрения в нарушениях правил любительского спорта долго оставались достоянием газетных разделов светской хроники. Лишь в 1934 году Международный союз конькобежцев впервые предпринял шаги, связанные с этими обвинениями, но вместо того чтобы рассматривать вопрос о лишении Хени любительского статуса, организация потребовала отчисления в свою пользу части доходов от её показательных выступлений в США. Это требование было отвергнуто, но в итоге зимой 1934—1935 года норвежка в Северную Америку просто не поехала. С начала 1930-х годов семья регулярно публиковала пресс-релизы о предстоящем завершении Соней спортивной карьеры или её переходе в профессионалы, но несмотря на это она продолжала любительские выступления.
После десятой победы на чемпионате мира 1936 года в Париже Хени объявила о завершении соревновательной карьеры; к этому времени её психическое здоровье было расшатано, и врачи настоятельно рекомендовали ей продолжительный отдых. Вместо этого, однако, она отплыла в США, где заключила профессиональный контракт на сумму в 70 тысяч долларов и процент от кассовых сборов, включавший выступления в десяти городах Восточного побережья и Среднего Запада. Успех первых шоу побудил стороны продлить контракт, и в итоге Хени с 24 марта по 15 апреля дала 17 выступлений. После этого она отправилась на Западное побережье и в начале мая дважды выступила на крытом катке «Полар Палас» в Лос-Анджелесе, демонстрируя свои способности деятелям Голливуда. В эту программу она включила все три своих коронных номера — «Лебедя», фокстрот и мазурку из «Коппелии».

#### Стиль и вклад в развитие фигурного катания
Соня Хени первой из фигуристок стала использовать короткую юбку и белые ботинки в костюме для катания (на более поздних этапах карьеры её платья создавал французский модельер Жан Пату), а также практиковать применение хореографии. Под руководством Йиллиса Графстрёма она превратила произвольную программу, до этого представлявшую собой простой набор элементов, в зрелищное шоу. Наиболее выдающейся частью программ норвежки были вращения, представленные в них 19 разновидностями. В отдельном вращении Хени могла выполнить до 80 оборотов; финальное вращение в её произвольной программе 1930 года, в которой она выступала в розовом платье, отороченном рыжим мехом, сравнивали с быстро крутящимся факелом. Укороченные юбки также позволяли ей выполнять отдельные элементы (в том числе одинарный аксель), до этого бывшие уделом мужского катания; после неё эта часть программы в женском катании начала быстро развиваться, и в 1948 году в программе новой олимпийской чемпионки Барбары Энн Скотт уже было шесть или семь прыжков в два оборота. Специалисты отмечали необычайную лёгкость, с которой норвежка выполняла самые сложные элементы программы. С именем Сони Хени связывают революцию в женском фигурном катании, равных которой не было за всю историю этой спортивной дисциплины.

### Карьера в Голливуде и профессиональные ледовые шоу
В 1927 году Хени снялась в роли второго плана в немом художественном норвежском фильме «Семь дней для Элизабет», копий которого не сохранилось. На следующий год был снят документальный фильм «Павлова на льду», запечатлевший её катание на фоне заснеженных гор, а в 1929 году Хени появилась на экране в документальном фильме Густава Лунда «Увидьте Норвегию». Однако обычно норвежка отвергала предложения от киностудий сниматься в короткометражных фильмах, всё содержание которых состояло из показа её мастерства на льду: она мечтала о карьере кинозвезды в Голливуде, и это стало возможным только после ухода в профессионалы. В 1936 году, после переговоров с киномагнатом Дэррилом Зануком, спортсменка заключила контракт на пятилетний срок со студией 20th Century-Fox Film. Договор обязывал её сниматься в одном фильме ежегодно и позволял продолжать выступления в ледовых шоу в свободное от съёмок время. Хени должна была получать по 125 тысяч долларов (около 4 млн долларов в пересчёте на курс 2020-х годов) за каждую главную роль. Специально для неё в одном из звуковых павильонов «Фокс» был оборудован искусственный каток, лёд которого покрывали особым составом, гасящим отражения от осветительных приборов. В промежутках между съёмками фильмов с участием фигуристки каток накрывали, превращая в танцпол.
В фильмах с участием Хени «Фокс» следовали традиции музыкальных комедий, сложившейся в лентах RKO Pictures с участием Фреда Астера и Джинджер Роджерс — глуповатые весёлые сюжеты, высокий темп, дорогостоящие изобретательные декорации, — а само́й исполнительнице традиционно доставались роли субреток. В Голливуде, где уроженке Польши Поле Негри доставались роли любых женщин из Восточной Европы, Хени точно так же играла девушек из любых скандинавских стран (в первых двух лентах она также сыграла швейцарок. В одном из первых фильмов, «Удачная посадка», авторы картины, следуя сложившимся стереотипам, обыграли противостояние белокожей и светловолосой норвежской простушки Труди Эриксен в исполнении Хени, и более страстной смуглой роковой брюнетки Фло Келли, которую играла Этель Мерман. Занук, опасавшийся, что неопытность Хени как актрисы отрицательно повлияет на продажи, в первых лентах окружал фигуристку опытными и именитыми актёрами. Специфика работы с большим пространством катка заставила кинематографистов изобретать новые приёмы; в частности, операторы уже вскоре после начала работы с Хени начали снимать её прокаты с трёх камер одновременно, затем монтируя кадры с разных ракурсов (позже благодаря режиссёру и хореографу Басби Беркли в её фильмах появились также ракурсы, снятые сверху).
В первых картинах с участием Хени сцены, в особенности на катке, приходилось порой переснимать по 25—30 раз, а поскольку контракт оговаривал, что за каждый день съёмок на катке сверх оговоренного времени Соня получает 7000 долларов, её участие в первой же ленте обошлось студии почти в полмиллиона. Однако когда этот первый фильм, «Одна на миллион», вышел на экраны в декабре 1936 года, он окупился уже к Рождеству и, по некоторым оценкам собрал в прокате в общей сложности 25 миллионов долларов. Европейская премьера картины состоялась в Осло в присутствии короля Хокона с супругой.
Публика восприняла Соню как повзрослевшую версию юной звезды «Фокс» Ширли Темпл, и, как и Темпл, она смогла диктовать студии свои условия — в частности, выбрав актёра Тайрона Пауэра в качестве основного партнёра для своего второго фильма «Тонкий лёд». После первого года в Голливуде её имя занимало восьмую строчку в списке самых коммерчески успешных актёров, составляемом издававшимся Quigley Publishing журналом Motion Picture Herald, а на следующий год она поднялась до третьего места, уступив только Темпл и Кларку Гейблу. В дополнение к карьере кинозвезды Хени подписала контракт с антрепренёром и торговцем недвижимостью Артуром Вирцем, который быстро оценил потенциал норвежки как звезды живых шоу. Всего через несколько недель её первое выступление в «Мэдисон-сквер-гардене» в программе «Вечер Сони Хени» подтвердил верность этих оценок. Вскоре после выхода первого фильма с её участием Вирц подготовил театрализованное шоу на льду с нею в главной роли, несколько ночей подряд собиравшее полные трибуны на «Чикаго Стэдиуме» вместимостью более десяти тысяч зрительских мест. Позже, в дни работы Хени над её третьим фильмом «Удачная посадка», Вирц разработал для неё программу турне под названием «Голливудское ледовое ревю». Это шоу было настолько близко к мечтам Хени о балете на льду, насколько было возможно, и она многократно подчёркивала, что результат привёл её в восторг. В первый год проведения ни на одном представлении не было свободных мест. Вирц также помогал Хени вести её финансовые дела, а в 1940 году они даже создали совместную продюсерскую корпорацию под названием «Сонарт».
В мае 1937 года неожиданно умер от тромба в лёгком Вильхельм Хени. В дальнейшем Соня вела свои финансовые дела сама со значительным успехом, но, по оценкам биографов, продолжала искать человека, на которого могла бы опереться так же, как на отца.
По консервативным оценкам, в конце 1930-х годов Хени зарабатывала как киноактриса не менее 250 тысяч в год, не учитывая процента от выручки, вписанного в её контракт после успеха первой ленты. При этом на съёмках она была занята только 20 недель в году, что оставляло достаточно времени для участия в живых шоу. Контракт с Вирцем предусматривал в 1938 году гонорар в размере не менее 800 тысяч, а на следующий год — 2 миллионов долларов. В 1940 году Хени представляла в рамках шоу три балетных номера — свою традиционную мазурку, сцену из «Сильфид» на музыку Шопена и номер на музыку из «Шехерезады» Римского-Корсакова. Шесть выступлений Хени с «Ледовым ревю» посетили 105 тысяч зрителей, выручка составила 215 тысяч долларов. В том же году вышла книга Хени «Крылья у меня на ногах», а на следующий год она получила гражданство США.
В период с 1936 по 1948 год Хени снялась в девяти фильмах, большинство из которых были чёрно-белыми, и лишь последняя её картина с «Фокс», «Всегда рады», вышла в цвете. Другие киностудии (в частности, MGM и Republic Pictures) пытались воспроизвести успех её картин с другими актрисами — соответственно Джоан Кроуфорд и Верой Ралстон, — но потерпели неудачу. В MGM также была сделана попытка противопоставить ледовым мюзиклам «Фокс» фильм, в котором снялась звезда синхронного плавания. Актёрские способности Хени за пределами льда в кинематографических кругах оценивались невысоко: она была одной из немногих голливудских звёзд, которых не пригласили на пробы в поисках исполнительницы главной женской роли в блокбастере «Унесённые ветром». Это компенсировал сюжет её фильма 1939 года «Вторая скрипка», где норвежка сыграла школьную учительницу, получающую главную роль в эпическом фильме «Девушка с севера». После этой ленты студия «Фокс» вложила значительные средства и усилия в следующий фильм с Хени — «Серенаду солнечной долины». Это было связано с тем, что Соня сменила Ширли Темпл в качестве самой прибыльной звезды компании. Фильм оказался самым успешным в карьере Хени и заставил Дэррила Занука продлить с нею контракт, но после этого у неё уже не было удачных работ в кино (историк Голливуда Томас Шац писал, что её карьера постепенно сошла на нет в годы войны). Свою последнюю полнометражную картину в США, «Графиня Монте-Кристо», она снимала после нескольких лет перерыва уже не с «Фокс», а с Universal International. Фильм оказался не выдающимся, но коммерчески достаточно успешным, что его режиссёр Фред де Кордова не в последнюю очередь связывал с обаянием и сексуальностью Хени.
Сотрудничество Хени с Вирцем продолжалось на протяжении 1940-х годов, и каждый год Соня готовила для своих ледовых шоу новые номера — «Красная Шапочка», «Приглашение на танец», «Хула», «Болеро», «Вальс», «Танго», «Светлячок» и т. д. По некоторым оценкам, эти выступления к 1947 году посетили 15 миллионов зрителей, заплативших за билеты 25 миллионов долларов. Однако в начале 1950-х годов Хени расторгла контракт с Вирцем и в 1951 году организовала собственный тур под названием «Ледовое ревю Сони Хени». Причиной этого стали как настояния Уинтропа Гардинера, второго мужа Хени, считавшего, что её доля в прибылях от шоу должна быть выше, чем предлагал Вирц, так и чувство, что импресарио не полагается на свою звезду. Это чувство опиралось на споры с Вирцем о включении дублёрш в программы с участием Хени, не готовой терпеть никакой конкуренции и никаких сомнений в своих возможностях. Фигуристка вложила в новый проект около миллиона долларов собственных денег в сезоне 1951—1952 годов. Она была режиссёром и продюсером собственного шоу и, даже наняв хореографа, сама выполняла большую часть постановочной работы.
Разрыв с Вирцем оказался опрометчивым шагом: поскольку лучшие помещения для его шоу были забронированы на два года вперёд, оно просто продолжалось с новой звездой — Барбарой Энн Скотт. Поскольку Вирц уже занял лучшие помещения и даты, Хени приходилось довольствоваться остатками (одним из примеров был зал всего на 600 мест в Нью-Брансуике). Многие фигуристы также просто отказывались выступать с Хени, постоянно стремившейся оставаться в центре внимания. В итоге её предприятие окончилось финансовым крахом, и чтобы расплатиться с работниками, Хени даже пришлось занять денег у Вирца. Провал собственной антрепризы ускорила трагедия: 6 марта 1952 года во время одного из шоу Хени в Балтиморе обрушилась секция трибун. Пострадали 277 зрителей, общая сумма судебных исков приближалась к 6 миллионам, но через 14 месяцев суд присяжных пришёл к выводу, что ни лично фигуристка, ни её компания не несут ответственности за случившееся. На некоторое время Хени отправилась со всем коллективом на Кубу, несмотря на военное положение, введённое на острове диктатором Батистой. Батиста постарался создать для знаменитой гостьи оптимальные условия, и её шоу выдержало на Кубе несколько представлений.
В 1953 году Хени создала новое партнёрство с Моррисом Чалфеном, чтобы выступить в его европейском турне «Holiday on Ice». В ходе европейского турне она с большим успехом посетила Париж, Лондон и Берлин, а также впервые за долгое время побывала на родине, где выступала перед полными трибунами на олимпийской ледовой арене «Йордаль Амфи» вместимостью 10,5 тысячи мест. Всего в Норвегии было дано 33 представления, которые посетили 360 тысяч зрителей. Помимо этого, велись переговоры о выступлениях в СССР, но Хени не устроили условия, по которым все заработанные за выступления за «железным занавесом» деньги ей пришлось бы потратить там же. Она продюсировала свое собственное шоу в нью-йоркском Roxy Theatre в январе 1956 года, а позже отправилась в подготовленное Чалфеном турне по Южной Америке.
Под влиянием Уинтропа Гардинера Хени начала злоупотреблять алкоголем и к 1955 году пила уже сильно. Во время южноамериканского турне 1956 года она порой выходила на лёд нетрезвой и сбивалась с ритма, что было заметно для зрителей; в итоге на представлении в Сан-Паулу Хени пришлось даже заменить дублёршей — западногерманской фигуристкой Эрикой Крафт. При этом условия на открытых стадионах Южной Америки были далеки от привычных по северным странам, а публику мало интересовали фигурное катание вообще и стиль Хени в частности. Турне обернулось неудачей. Вскоре после вступления в третий брак в 1956 году Хени завершила профессиональные выступления, но в 1961 году на собственные деньги и деньги мужа сняла фильм «Здравствуй, Лондон», в котором снова сыграла сама, но который так и не вышел на экраны. В последние годы жизни она продолжала кататься уже для собственного удовольствия, часто в компании бывшего партнёра по выступлениям Майкла Микелера.

### Полемика о связях с нацистами
Спортивная слава Хени сделала её любимицей высшего света, она регулярно общалась с главами стран и правительств (включая короля Норвегии Хокона и его семью, королеву Великобритании Марию и её старшего сына, будущего короля Эдуарда VIII). Не был исключением и Адольф Гитлер, однако связь фигуристки с фюрером Третьего рейха и другими высокопоставленными нацистами стала предметом полемики перед Второй мировой войной, во время неё и после.
Впервые спор возник, когда Хени приветствовала Гитлера нацистским салютом во время выставки в Берлине незадолго до Олимпийских игр 1936 года, за что была строго осуждена норвежской прессой. Она не повторила салют на Олимпийских играх в Гармиш-Партенкирхене, но после Игр приняла приглашение на обед с Гитлером в его резиденции «Орлиное гнездо» в окрестностях Берхтесгадена. В эту встречу нацистский лидер подарил Хени фотографию с автографом и длинной дарственной надписью. После того как она начала актёрскую карьеру, Хени сохранила связи с нацистами: так, по её просьбе Йозеф Геббельс лично способствовал показу в Германии её первого фильма «Одна на миллион». По собственным словам Хени, в 1939 году, узнав от знакомых в германском руководстве о планируемом вторжении в Норвегию, она попыталась предупредить об этом норвежские власти, но обратилась с этой информацией к Видкуну Квислингу, будущему нацистскому коллаборационисту, который к тому моменту уже наладил тайные контакты с немцами. Тот высмеял её предупреждение как необоснованное паникёрство и пригрозил возможными потерями для её репутации, если она продолжит распространять такие слухи.
В ленте «Всё случается ночью» Хени сыграла дочь лауреата Нобелевской премии мира, скрывающегося от гестапо. Это был один из немногих фильмов с её участием, где почти не было фигурного катания, а сама она получила роль со значительной драматической составляющей. В её ледовые шоу в годы мировой войны включались номера военно-патриотического содержания, она поддерживала военные усилия США, в частности, пожертвовав сборы от одного из представлений в «Мэдисон-сквер-гардене» Американскому Красному Кресту, а United Service Organizations получали бесплатные билеты на представления для военнослужащих. В то же время Хени не оказывала никакой поддержки Норвежскому движению сопротивления (чем, в частности, активно занималась оперная дива Кирстен Флагстад) и не высказывалась публично против нацистов. Такую позицию осуждали члены норвежской общины в США. Во время оккупации Норвегии нацистской Германией немецкие офицеры, увидев фотографии Гитлера и Муссолини с автографами, выставленные на рояле в семейном доме Хени в пригороде Осло Ландёэне, отказались от первоначальных планов устроить там офицерское общежитие и оставили собственность нетронутой.
После войны Хени была озабочена своим имиджем в глазах соотечественников и в первый послевоенный визит в Норвегию в июне 1945 года попыталась выставить себя жертвой нацистов, рассказывая прессе об убитой немцами собаке и двух украденных автомобилях. Какими бы слабыми ни были эти оправдания, Хени оставалась достаточно популярна на родине, и норвежская пресса воздерживалась от критики в её адрес в течение всего визита.

### Личная жизнь
Сценарист Милтон Сперлинг, работавший с Хени над фильмом «Тонкий лёд», вспоминал, что она не была особо привлекательна, хотя фотографы умели делать её снимки гламурными. Её лицо было широким, а фигура — полноватой. Она также редко смеялась, в основном над самыми низкопробными шутками. Несмотря на отсутствие выдающейся внешности, половая жизнь Сони после смерти Вильхельма Хени в 1937 году включала многочисленных партнёров, что позволило её брату Лейфу позже изобразить её распутницей. Многие из её партнёров по льду делили с ней и постель. Наиболее серьёзным в 1930-е годы был её роман с актёром Тайроном Пауэром, но в 1939 году тот женился на французской актрисе Аннабелле.
В число других любовных увлечений Сони входили её партнёры по катку Джек Данн (Лейф Хени отмечал его сходство по типажу с Пауэром) и Стюарт Реберн, а позже у неё был роман с актёром Ваном Джонсоном. В течение долгого времени она находилась в конфликте со своим братом Лейфом, с которым судилась из-за семейного имущества. Хени также не скрывала своего неодобрительного отношения к браку брата, считая его невесту Герд недостойной. Когда Лейф подготовил для Герд свадебный подарок в виде богатых шуб, Соня отнеслась к этому как к пустой трате ресурсов и без его ведома увезла эти шубы с собой в США. Она могла быть очень щедрой с друзьями и полезными людьми, которых одаривала дорогими вещами, но бережливой до скупости в повседневной жизни. Так, в её биографии 1990 года утверждается, что она никогда не давала чаевых в ресторанах. По собственным словам звезды, она жертвовала значительные суммы на благотворительность, но требовала, чтобы эти пожертвования оставались анонимными. Это позволило биографам усомниться в истинности таких утверждений.
Хени была замужем три раза. Её первым мужем стал в 1940 году Дэн Топпинг — плейбой и наследник многомиллионного состояния, совладелец футбольного клуба «Бруклин Доджерс», для которого это был уже третий брак. Они разошлись во время войны, когда раскрылась связь Топпинга с актрисой Кей Саттон, и официально развелись в начале 1946 года. Во второй раз Хени вышла замуж за ещё одного светского льва, Уинтропа Гардинера — младшего; они познакомились в начале лета 1949 года и поженились в сентябре, для чего Гардинеру пришлось развестись с предыдущей женой. В отличие от первого мужа, не интересовавшегося финансовой деятельностью Хени, Гардинер быстро начал вмешиваться в её дела и нажил врагов в её ближайшем окружении, включая её мать и Артура Вирца, против которого постепенно настроил и саму Соню. Сам их брак оставался относительно счастливым на протяжении первого года. К 1953 году, однако, отношения испортились настолько, что, узнав о связи мужа с другой женщиной, Соня вывезла из их семейного дома, принадлежавшего Гардинерам, но обставленного на её деньги, всю мебель и утварь. В 1956 году Гардинер сам подал на развод и вскоре после этого женился в очередной раз.
Третьим браком Хени сочеталась с богатым норвежским судовладельцем и меценатом Нильсом Унстадом. Хотя Нильс был другом детства Лейфа Хени, а позже его финансовым партнёром, Соня долгое время относилась к нему недоброжелательно и ближе сошлась только к концу второго замужества. Они поженились в июне 1956 года, меньше чем через месяц после развода с Гардинером. Под влиянием третьего мужа Хени заинтересовалась современным (в особенности абстрактным) искусством и распродала коллекцию старых мастеров, которую начали собирать ещё её предки. К концу жизни её личная коллекция современного искусства, как и коллекция драгоценностей, стоила около 5 миллионов долларов. В 1962 году она вместе с мужем также начала работу над созданием музея, где эти коллекции могут быть выставлены. В итоге они сформировали основу экспозиции для Центра искусств Хени-Унстад близ Осло, который открылся в августе 1968 года.
Через месяц Хени сильно простудилась. Вначале у неё диагностировали пневмонию, но восстановление после болезни необычно затянулось, что заставило врачей назначить дополнительные анализы. В результате у пациентки была диагностирована лейкемия, о чём доктора сообщили Нильсу Унстаду, но не самой Соне. Ей они сообщили, что у неё анемия, и прописали отдых и воздержание от физических нагрузок. Она всё чаще чувствовала себя усталой и отказывалась от приглашений на вечеринки. 12 октября 1969 года Хени и Унстад, отдыхавшие в Париже, частным самолётом отправились в Осло на переливание крови, однако к моменту приземления она была уже мертва, скончавшись во сне. К моменту смерти состояние Хени оценивалось более чем в 47 млн долларов. Она полностью завещала его своему Центру искусств, не оставив ничего ни родственникам, ни друзьям. Соня Хени и её муж похоронены в Осло на холме рядом с Центром искусств Хени-Унстад.

## Награды и память
- В 1937 году стала самым молодым в истории рыцарем первого класса Королевского норвежского ордена Святого Олафа[10].
- Почётный полковник и крёстная мать 508-го пехотного полка 82-й воздушно-десантной дивизии, Форт-Брэгг, Северная Каролина[97].

- Звезда на Аллее славы в Голливуде (1960)[98].
- В 1976 году избрана в Зал славы мирового фигурного катания[99].
- В 1980 году в Лейк-Плэсиде установлена скульптура «Ледяной фонтан Сони Хени» работы Карла Нешара[норв.] (Норвегия)[100].
- В 1982 году избрана в Международный зал спортивной славы женщин[101].
- В 1985 году в Осло открыт памятник Соне Хени работы скульптора Пера Унга[норв.][102].
- В 2018 году норвежский режиссёр Анне Севитски сняла о фигуристке биографический фильм «Белый лебедь» (в оригинале Sonja) с Ине Марие Вильман[норв.] в главной роли[103].
- Имя Сони Хени с 2020 года носит крытый каток в районе Фрогнер норвежской столицы[104].
- С 2024 года Международный союз конькобежцев проводит в Осло соревнования Sonja Henie Trophy[105].

## Спортивные достижения

### Женщины
| Соревнование        | 1924 | 1925 | 1926 | 1927 | 1928 | 1929 | 1930 | 1931 | 1932 | 1933 | 1934 | 1935 | 1936 |
| Зимние Олимпиады    | 8    |      |      |      | 1    |      |      |      | 1    |      |      |      | 1    |
| Чемпионаты мира     | 5    |      | 2    | 1    | 1    | 1    | 1    | 1    | 1    | 1    | 1    | 1    | 1    |
| Чемпионаты Европы   |      |      |      |      |      |      |      | 1    | 1    | 1    | 1    | 1    | 1    |
| Чемпионаты Норвегии |      | 1    | 1    | 1    | 1    | 1    |      |      |      |      |      |      |      |

### Пары
(с Арне Ли)
| Соревнования/Сезоны | 1926 | 1927 | 1928 |
| ------------------- | ---- | ---- | ---- |
| Чемпионаты мира     | 5    |      |      |
| Чемпионаты Норвегии | 1    | 1    | 1    |

## Фильмография
| Год  |     | Русское название          | Оригинальное название        | Роль              |
| ---- | --- | ------------------------- | ---------------------------- | ----------------- |
| 1927 | ф   | Семь дней для Элизабет    | Syv dage for Elizabeth       | фигуристка        |
| 1928 | док | Павлова на льду           | The Pavlova of the Ice       | играет себя       |
| 1929 | док | Увидьте Норвегию          | Se Norge                     | камео             |
| 1936 | ф   | Одна на миллион           | One in a Million             | Грета Мюллер      |
| 1937 | ф   | Тонкий лёд                | Thin Ice                     | Лили Хейзер       |
| 1938 | ф   | Али-Баба едет в город     | Ali Baba Goes to Town        | камео             |
| 1938 | ф   | Удачная посадка           | Happy Landing                | Труди Эриксен     |
| 1938 | ф   | Моя счастливая звезда     | My Lucky Star                | Криста Нильсен    |
| 1939 | ф   | Вторая скрипка            | Second Fiddle                | Труди Ховлэнд     |
| 1939 | ф   | Всё случается ночью       | Everything Happens at Night  | Луиза             |
| 1941 | ф   | Серенада солнечной долины | Sun Valley Serenade          | Карен Бенсон      |
| 1942 | ф   | Исландия                  | Iceland                      | Катина Йонсдоттир |
| 1943 | ф   | Зимний сезон              | Wintertime                   | Нора              |
| 1945 | ф   | Всегда рады               | It’s a Pleasure              | Крис Линден       |
| 1948 | ф   | Графиня Монте-Кристо      | The Countess of Monte Cristo | Карен Кирстен     |
| 1958 | док | Здравствуй, Лондон        | Hello London                 | камео             |